# Saint-Germé
 Saint-Germé  là một xã của tỉnh Gers, thuộc vùng Occitanie, tây nam nước Pháp.